# Włodawka

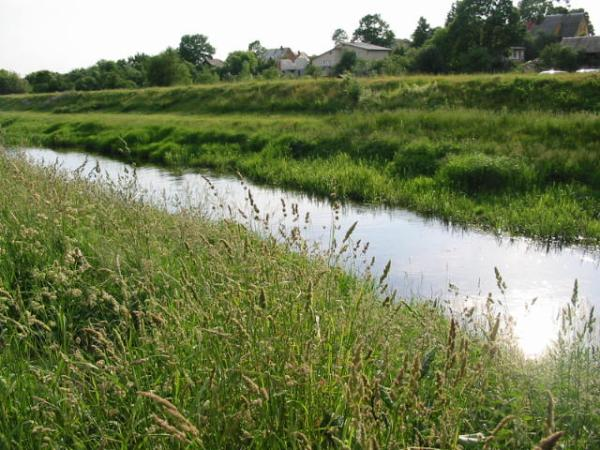
A Włodawka folyó Włodawánál

Włodawka – folyó Kelet-Lengyelországban, a Bug folyó bal oldali mellékfolyója. 31,5 km hosszú, torkolatának évi közepes vízhozama 2,3 m³/s. 
A Włodawai járás második legnagyobb folyója. Elsődleges eredete a Bagna Bubnów (Bubni mocsár) környékén van, de pontos eredetét nehéz meghatározni.
A folyó és mellékfolyói majdnem teljes egészében behálózzák a Łęczyńi-Włodawai Alföld (Równina Łęczyńsko-Włodawska) keleti felét. A folyó nagy része szabályozott.
A Włodawka legfontosabb mellékfolyói:
- Krzemianka
- Krzewianka
- Mietiułka
- Tarasienka

## Történelme
1387-től a Włodawka folyó a Litván Nagyfejedelemség és a Lengyel Királyság határfolyója volt. 1566-tól a Włodawka a Lublini unió értelmében a Brześć Litewski vajdaság és a Chełm tartomány határa lett.